# ایستگاه متروی شادمان
ایستگاه متروی شادمان یکی از ایستگاه‌های متروی تهران است که در خیابان آزادی تهران تقاطع خیابان تیموری قرار دارد. این ایستگاه در تقاطع خطوط دو و چهار متروی تهران واقع شده‌است. این ایستگاه از آغاز بهره‌برداری به نام آزادی نامگذاری شده بود اما در مرداد ماه سال ۱۳۹۴ تصمیم گرفته شد که نام آن به شادمان تغییر پیدا کند زیرا در همین خط (خط۴) ایستگاهی به نام میدان آزادی وجود دارد و نامگذاری پیشین ممکن بود باعث بروز اشتباه برای مسافران گردد.